# ウィリアム・ホッジス
ウィリアム・ホッジス（William Hodges RA 、1744年10月28日 - 1797年3月6日）は、イギリスの画家である。ジェームズ・クックの第2回探検航海（1772年-1775年）に博物画家として参加し、クックの探検したタヒチやイースター島、南極圏のスケッチを残した。

## 略歴
ロンドンに生まれた。ウィリアム・シプリーの絵画学校やリチャード・ウィルソン（Richard Wilson）のスタジオで学んだ。ウィルソンのスタジオでは風景画家のトーマス・ジョーンズ（1742–1803）と共に学んだ。最初画家として、演劇の場面を描いた。
1772年から始まった、クックの第2回探検航海に博物画家として参加し、スケッチや単色画（wash paintings）で描かれた博物画や風景画は版画にされ、クックの旅行記の図版として用いられ、出版された。太平洋探検航海から戻った後、海軍から報酬を得て、航海で訪れた多くの場所の風景を油絵で完成した。
1778年に、英領インドの初代総督、ウォーレン・ヘースティングズに招かれ、インドを訪れた最初のプロの風景画家として最初にインドを訪れた人物となった。6年間インドに滞在しラクナウで過ごした。その後、ヨーロッパを旅し、1790年にはロシアのサンクトペテルブルクを訪れた。1793年には、インドの絵入りの旅行記を出版した。
投資の失敗などで、自殺したともされる。

## 作品

### 風景画

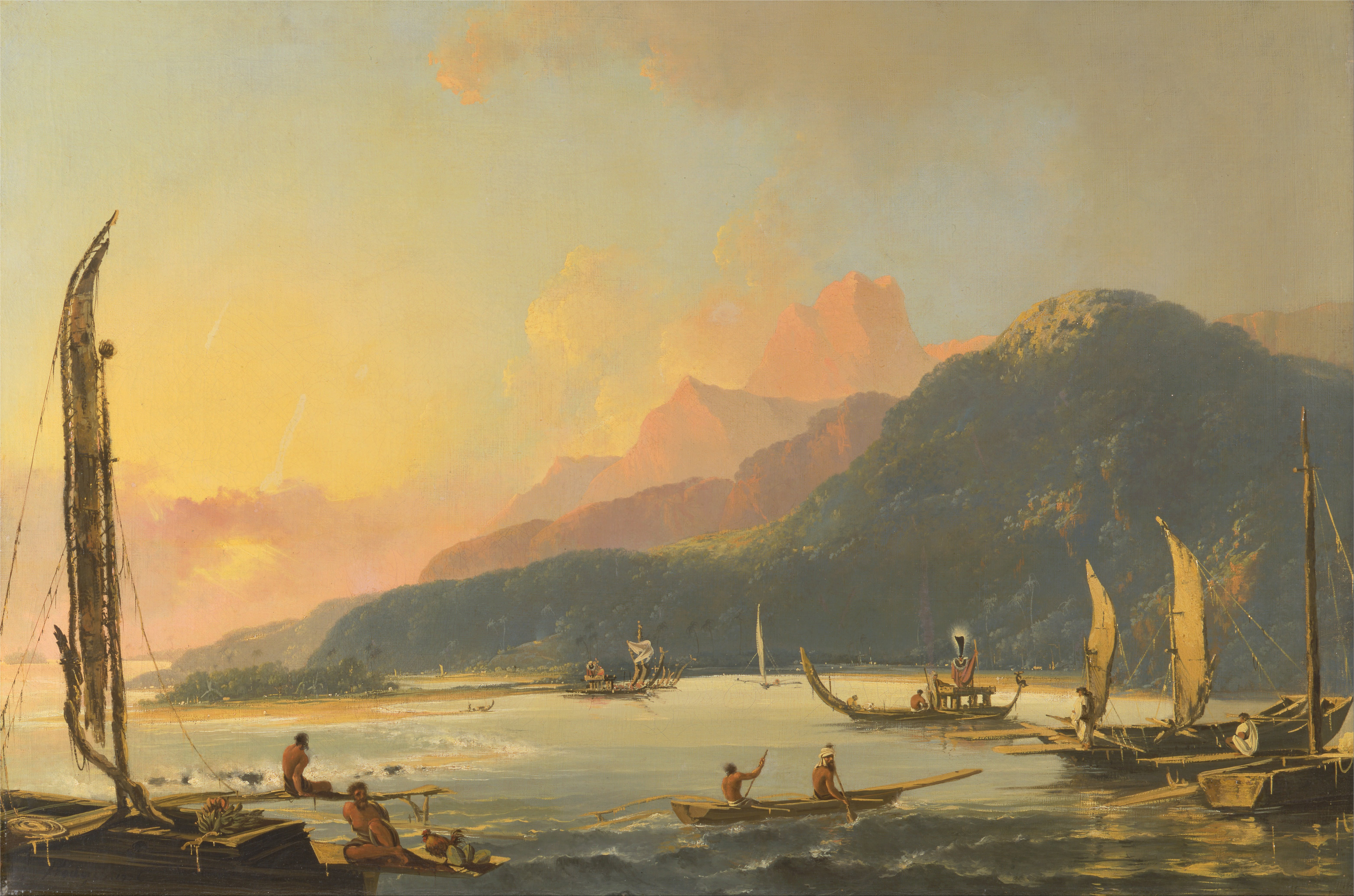
マタベイ湾 （タヒチ）
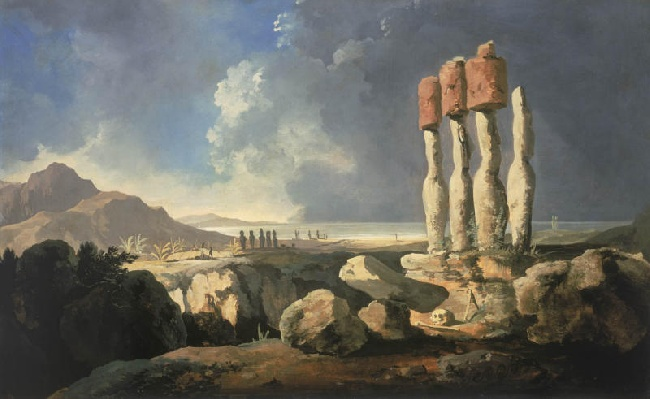
イースター島のモアイ
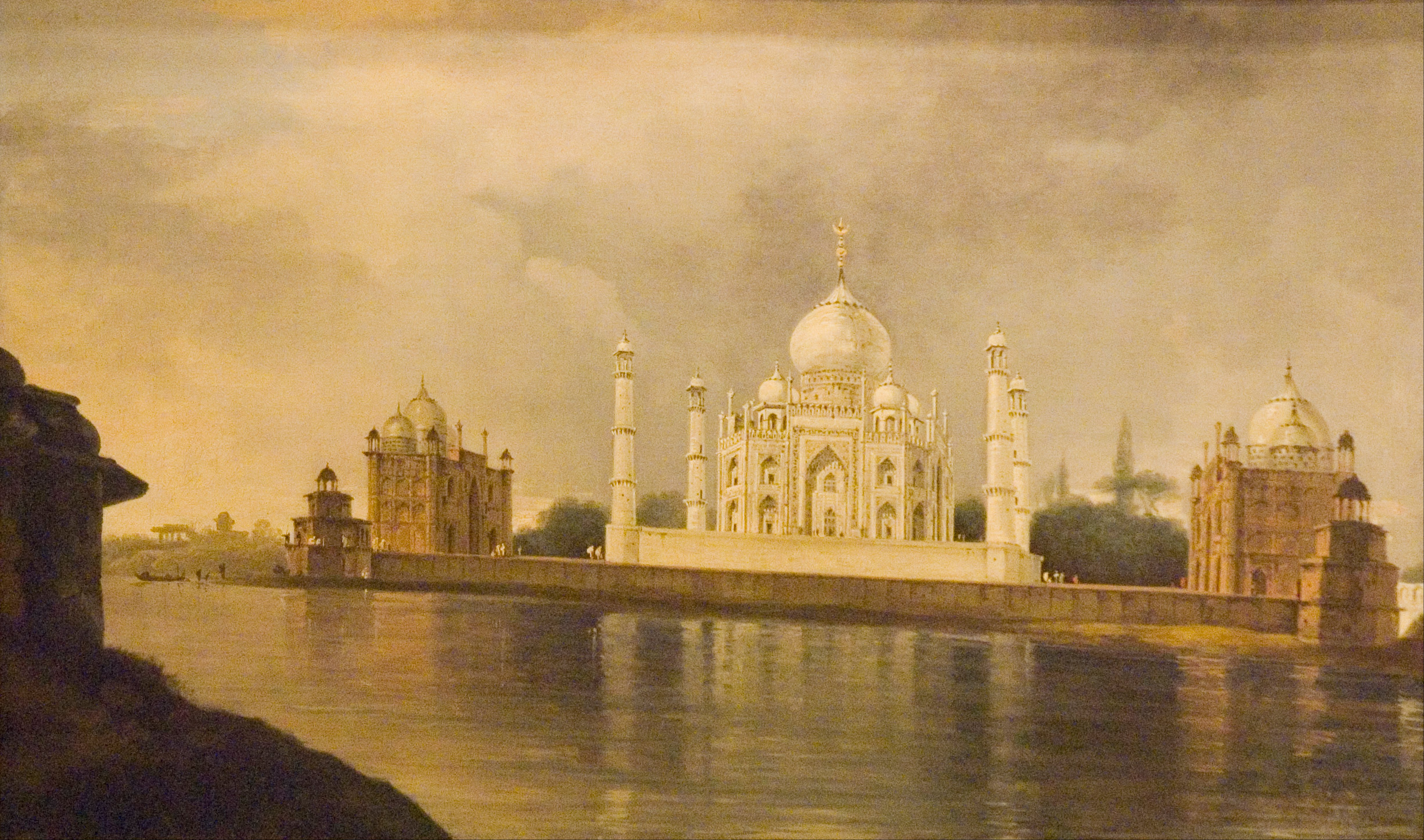
タージ・マハル

### 博物画

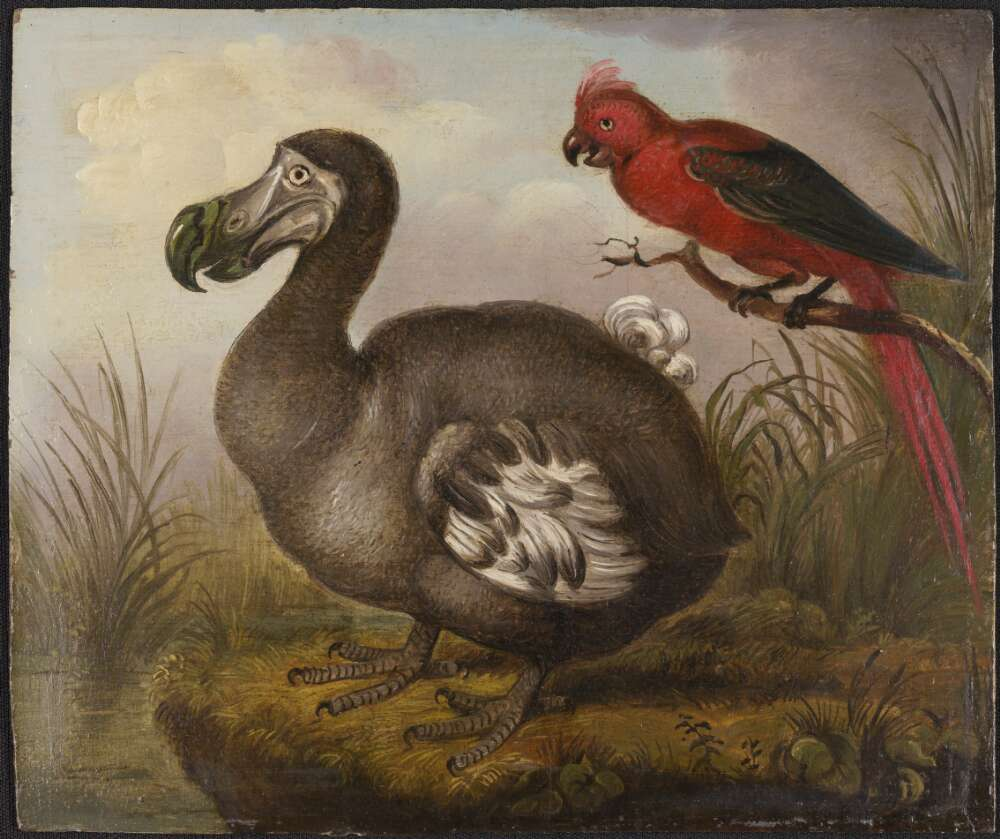
ドードーとインコの一種
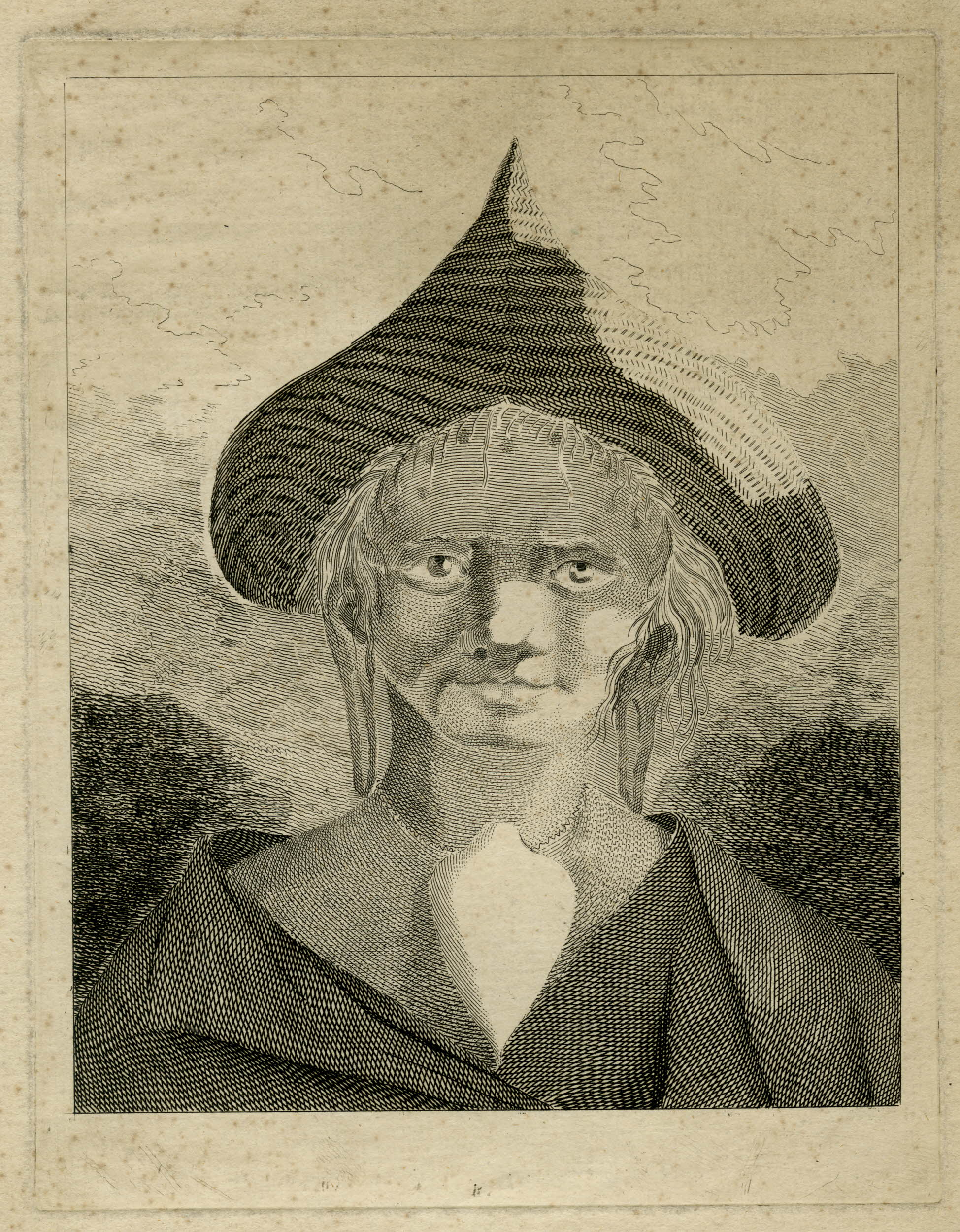
イースター島の女性
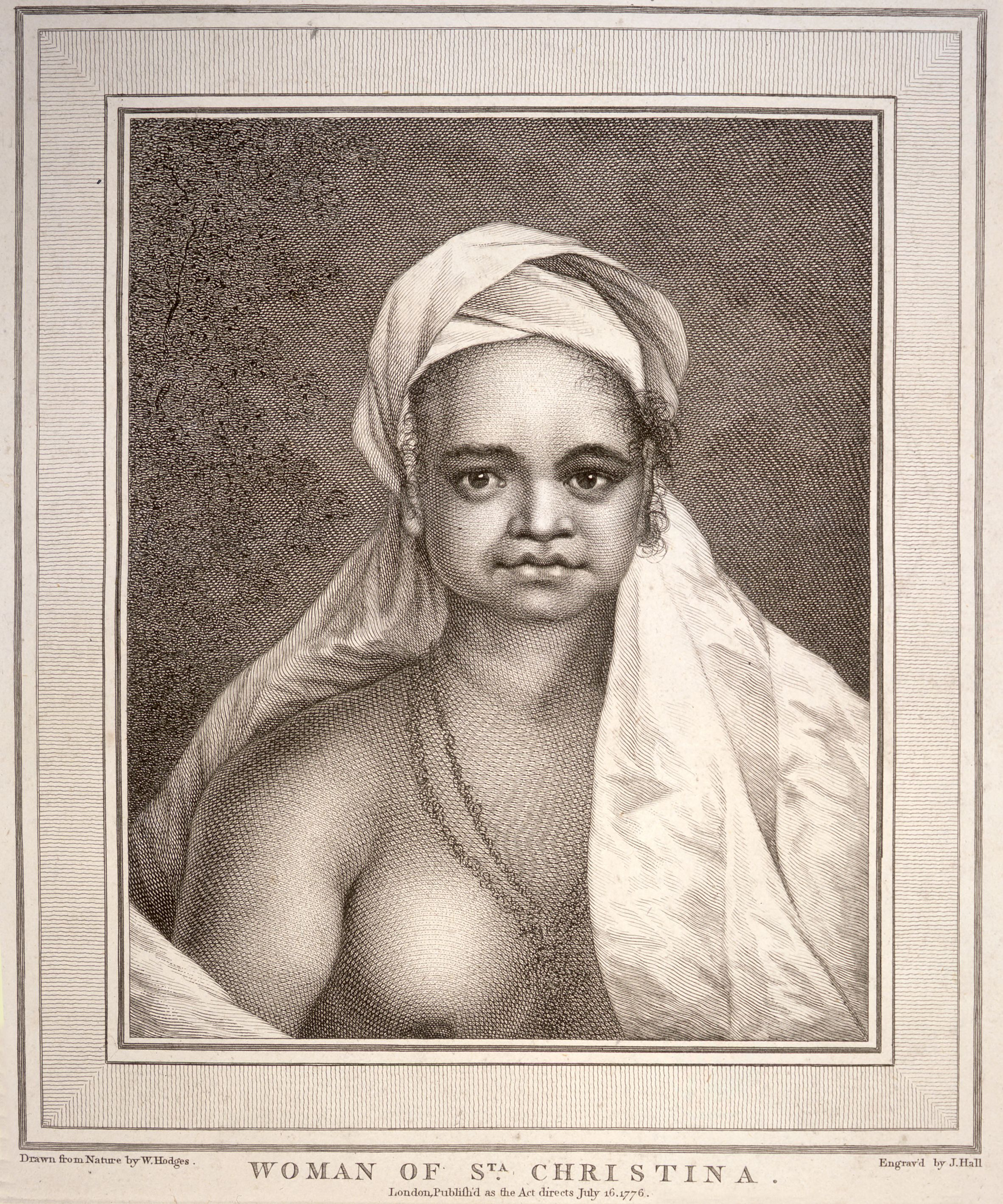
タフアタ島の女性
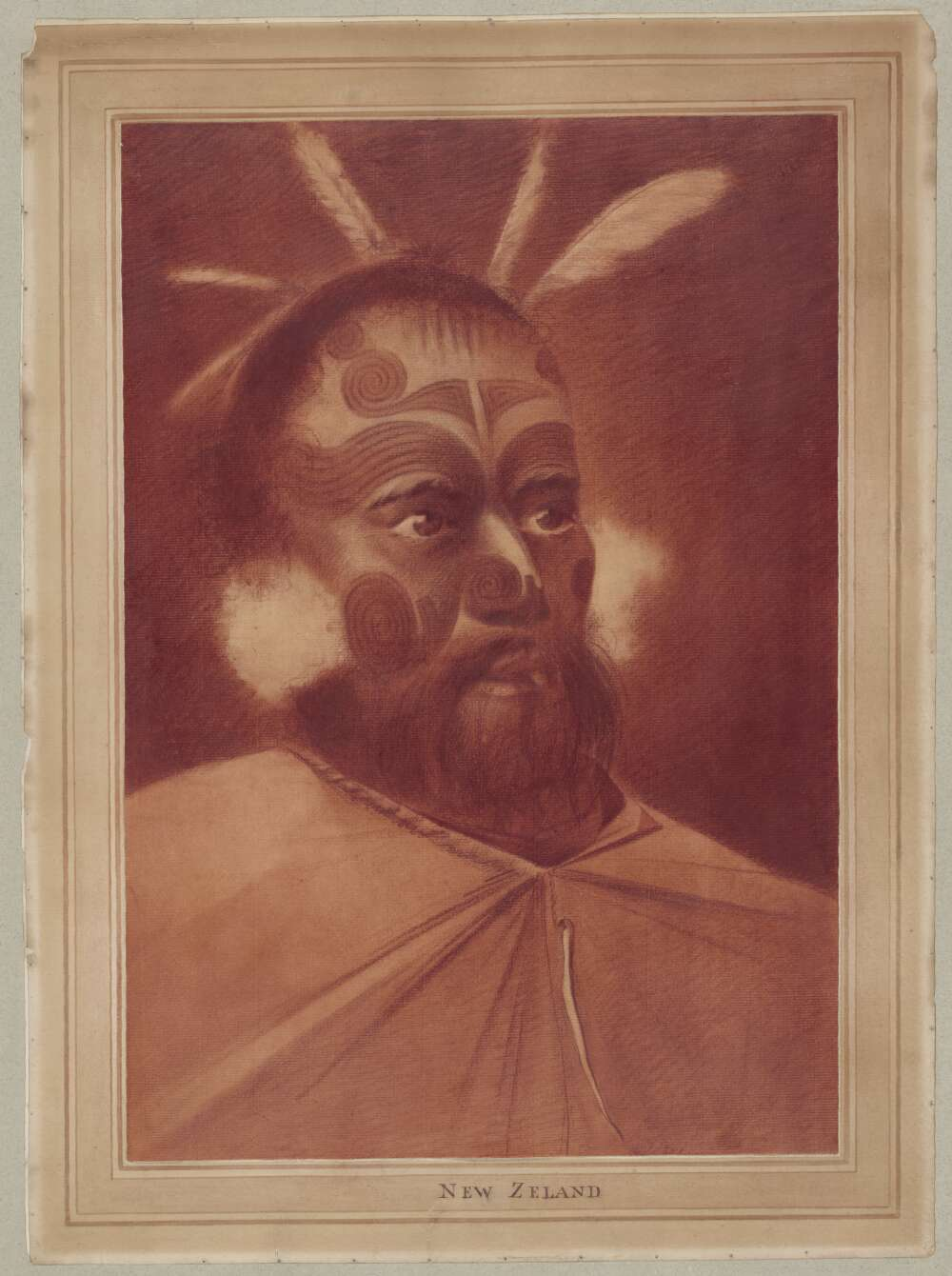
マオリの酋長